# Нардаран
Нардара́н (азерб. Nardaran) — посёлок городского типа в Сабунчинском районе Баку, расположенный в 25 км к северу от центра столицы Азербайджана.

## История
Возникновение Нардарана относится к 1301 году. Первоначально был воздвигнут замок, вокруг которого начали появляться первые кварталы.  

## Население
По статистическим данным 1893 года, этнический состав Нардарана составляли азербайджанцы.
По всесоюзной переписи населения 1989 года в Нардаране проживало 5 160 человек.
В 2016 году в Нардаране проживало 9,8 тыс. человек.
Среди населения посёлка сильны традиции шиитского ислама.

## Экономика
- Цветоводство[6]
- Ковроткачество
- молочно-овощеводческий совхоз.

## Достопримечательности
В селе находятся построенная во времена Шаха Аббаса II древняя мечеть Гаджи Бахши, (архитектор Мурад Али), напротив неё каравансарай Шаха Аббаса, древний замок, комплекс мечеть-медресе, а также Джума-мечеть, мечеть Хаджи Гулам Али, мечеть Дырбай, мечеть Ага, несколько водных резервуаров, а также древние бани и кладбища, древние надгробные камни.
Среди достопримечательностей — Нардаранская крепость (1301 года постройки, архитектор Махмуд, сын Саада), баня (1388 года постройки, архитектор Гуштасиф, сын Мусы), мавзолей XIV века, «Ханская дача» XV века, Амбуранский маяк.
- Нардаранская крепость
- Мечеть Гаджи-Бахши

### Известные уроженцы/жители
- Мамедбагир Багирзаде — певец, композитор. Народный артист Азербайджана.
- Ибрагимова, Сафура Агабаба кызы — Народная актриса Азербайджана.
- Мовсумзаде Мамед Мелик Мирза оглу — профессор, член-корреспондент Академии наук Азербайджана.
- Маил Алиев - доктор философских наук, поэт.